# Metriophasma diocles
Metriophasma diocles (PSG: 249) is een insect uit de orde Phasmatodea en de  familie Pseudophasmatidae. De wetenschappelijke naam van deze soort is voor het eerst geldig gepubliceerd in 1859 door Westwood.
Deze soort komt voor in Panama en eet enkel planten uit de aronskelkfamilie.
Vrouwtjes worden ongeveer 8 cm groot, mannetjes zo'n 6 cm.
Deze wandelende takkensoort plant zich geslachtelijk voort. Wanneer de vrouwtjes volwassen zijn en eitjes beginnen te leggen, kleven ze die vast aan verschillende voorwerpen in hun bereik. Na drie tot vijf maanden komen de eitjes uit.